# Cerkev Marijinega vnebovzetja, Jareninski Dol
Cerkev Marijinega vnebovzetja je župnijska cerkev Župnije Jarenina in stoji v središču naselja Jareninski Dol v Občini Pesnica.
Prvotna romanska cerkev je bila sezidana pred letom 1135 in prvič uradno omenjena v listini iz leta 1139, ko je nadškof Konrad I. podaril velik del posesti Admondskemu samostanu, ki jih je plemič Rudolf Wittenszwald predhodno podaril Solnograški nadškofiji. To je tudi zapisano v listini, kjer so opisana tudi zemljišča na področju Jarenine od izvira Jareninskega potoka do izlitja potoka v reko Pesnico, vključno s tedanjo farno cerkvijo.
Cerkev se uvršča med umetnostne spomenike slovenskogoriškega prostora, kajti v njej so povezali dosežki gotike, baroka in tudi renesanse. Prvotna cerkev je bila leta 1532 požgana s strani Turkov.
Cerkvena ladja je bila zgrajena v sredini  16.stoletja. Na zahodnem delu je edinstven poznogotski zvonik s stožčasto streho prekrito z orginalno kamnito kritino in štirimi stebrički na vogalih zvonika. Blaževa kapela je bila prizidana konec 17. stoletja, Križeva kapela pa v začetku 18. stoletja. Slog križnega oltarja nas spominja na delo kiparja Filipa Jakoba Strauba.
Prižnica je iz leta 1768 in je izdelek mariborskega kiparja Jožefa Holzingerja.
Pred prvo svetovno vojno je imel zvonik šest zvonov, ki pa so bili v času obeh svetovnih vojn ukradeni. Ostal je samo eden železni iz turških časov, ki pa je počen. Leta 1970 sta bila nabavljena dva nova zvonova. Orgle z 10 registri so iz leta 1899 in so delo mariborskega mojstra Josipa Brandla.
Zraven cerkve stoji kapela svetega Mihaela iz 12. stoletja. Zgornji del je služil kot kapela spodnji pa kot kostnica. Na prostoru pod kapelo je bilo včasih pokopališče.